# Johan Devos
Johan Devos (* 10. Mai 1966 in Roeselare) ist ein ehemaliger belgischer Radrennfahrer und nationaler Meister im Radsport.

## Sportliche Laufbahn
Nachdem er als Junior mehrfach Medaillen bei den belgischen Bahnmeisterschaften gewonnen hatte, konnte er bei den UCI-Bahn-Weltmeisterschaften der Junioren 1984 die Silbermedaille im Punktefahren gewinnen. Devos startete als Amateur für den Verein W.S.C. Torhout. Mit dem Straßenvierer des Vereins gewann er 1986 die belgische Meisterschaft im Mannschaftszeitfahren. 1987 fuhr er die Internationale Friedensfahrt und belegte mit dem 104. Platz einen der letzten Ränge.
Von 1988 bis 1994 war er Berufsfahrer, sein erstes Profiteam war ADR, in dem auch Johan Museeuw fuhr. In seinem ersten Jahr als Profi gewann er einige der belgischen Kriterien. Bis zum Ende seiner Laufbahn war er in jedem Jahr in einigen dieser Rennen erfolgreich. Sein bedeutendster Erfolg bei einem Eintagesrennen war der Sieg im Rennen Halle–Ingooigem 1993. 1992 war er im Grote Prijs Stad Sint-Niklaas erfolgreich.